# Kalevi Huuskonen
Kauko Kalevi Huuskonen (ur. 21 kwietnia 1932 w Vesanto, zm. 7 stycznia 1999) – fiński biathlonista, trzykrotny medalista mistrzostw świata. Na mistrzostwach świata w Umeå w 1961 roku zwyciężył w biegu indywidualnym, wyprzedzając Aleksandra Priwałowa z ZSRR i swego rodaka - Paavo Repo. Huuskonen został pierwszym w historii mistrzem świata w biathlonie pochodzącym z Finlandii. Wspólnie z Repo i Anttim Tyrväinenem zdobył tam także złoto w sztafecie. Na rozgrywanych rok później mistrzostwach świata w Hämeenlinna razem z Tyrväinenem i Hannu Postim zdobył srebrny medal w sztafecie. W starcie indywidualnym był tym razem ósmy. Nigdy nie wystąpił na igrzyskach olimpijskich.
W 1961 roku został fińskim sportowcem roku.

## Osiągnięcia

### Mistrzostwa świata
| Rok  | Miejscowość | Konkurencje | Konkurencje | Konkurencje | Konkurencje | Konkurencje | Konkurencje | Konkurencje |
| Rok  | Miejscowość | IN          | SP          | PU          | MS          | RL          | MR          | SR          |
| ---- | ----------- | ----------- | ----------- | ----------- | ----------- | ----------- | ----------- | ----------- |
| 1961 | Umeå        | 1.          | nd.         | nd.         | nd.         | 1.          | nd.         | –           |
| 1962 | Hämeenlinna | 8.          | nd.         | nd.         | nd.         | 2.          | nd.         | –           |